# Campeonato Mundial de Esquí Acrobático de 2007
El XI Campeonato Mundial de Esquí Acrobático se celebró en la localidad alpina de Madonna di Campiglio (Italia) entre el 5 y el 11 de marzo de 2007 bajo la organización de la Federación Internacional de Esquí (FIS) y la Federación Italiana de Deportes Invernales.

## Países participantes
Participaron en total 224 esquiadores de 29 países:
| - Alemania - Australia - Austria - Bélgica - Bielorrusia - Canadá - China - Corea del Sur | - Dinamarca - Eslovaquia - Eslovenia - Estados Unidos - Finlandia - Francia - Grecia | - Irlanda - Italia - Japón - Kazajistán - Noruega - Nueva Zelanda - Portugal | - Polonia - Reino Unido - República Checa - Rusia - Suecia - Suiza - Ucrania |

## Medallistas

### Masculino
| Evento                     | Oro                                             | Plata                                     | Bronce                                   |
| -------------------------- | ----------------------------------------------- | ----------------------------------------- | ---------------------------------------- |
| Baches (09.03)             | Pierre-Alexandre Rousseau · Canadá · 27,17 pts. | Dale Begg-Smith Australia 26,65 pts.      | Nathan Roberts Estados Unidos 26,63 pts. |
| Baches en paralelo (10.03) | Dale Begg-Smith Australia                       | Guilbaut Colas Francia                    | Ruslan Sharifulin · Rusia                |
| Halfpipe                   | Competición cancelada por falta de nieve        | Competición cancelada por falta de nieve  | Competición cancelada por falta de nieve |
| Salto aéreo (10.03)        | Han Xiaopeng China 240,86                       | Dmitri Dashchinski · Bielorrusia · 236,42 | Steve Omischl · Canadá · 235,81          |
| Campo a través (06.03)     | Tomáš Kraus · República Checa                   | Stanley Hayer · República Checa           | Enak Gavaggio Francia                    |

### Femenino
| Evento                     | Oro                                      | Plata                                    | Bronce                                   |
| -------------------------- | ---------------------------------------- | ---------------------------------------- | ---------------------------------------- |
| Baches (09.03)             | Kristi Richards · Canadá · 25,37 pts.    | Jennifer Heil · Canadá · 25,25 pts.      | Deborah Scanzio · Italia · 25,12 pts.    |
| Baches en paralelo (10.03) | Jennifer Heil · Canadá                   | Shannon Bahrke Estados Unidos            | Margarita Marbler · Austria              |
| Halfpipe                   | Competición cancelada por falta de nieve | Competición cancelada por falta de nieve | Competición cancelada por falta de nieve |
| Salto aéreo (10.03)        | Li Nina China 188,05                     | Assol Slivets · Bielorrusia · 186,55     | Jacqui Cooper Australia 182,58           |
| Campo a través (06.03)     | Ophélie David Francia                    | Méryll Boulangeat Francia                | Alexandra Grauvogl · Alemania            |

## Medallero
| Núm. | País            | Oro | Plata | Bronce | Total |
| ---- | --------------- | --- | ----- | ------ | ----- |
| 1    | Canadá          | 3   | 1     | 1      | 6     |
| 2    | China           | 2   | 0     | 0      | 2     |
| 3    | Francia         | 1   | 2     | 1      | 4     |
| 4    | Australia       | 1   | 1     | 1      | 3     |
| 5    | República Checa | 1   | 1     | 0      | 2     |
| 6    | Bielorrusia     | 0   | 2     | 0      | 2     |
| 7    | Estados Unidos  | 0   | 1     | 1      | 2     |
| 8    | Alemania        | 0   | 0     | 1      | 1     |
| 8    | Austria         | 0   | 0     | 1      | 1     |
| 8    | Italia          | 0   | 0     | 1      | 1     |
| 8    | Rusia           | 0   | 0     | 1      | 1     |
|      | TOTAL           | 8   | 8     | 8      | 24    |